# نيكو هيريرا
نيكو هيريرا (بالإسبانية: Nico Herrera) هو منافس ألعاب قوى فنزويلي، ولد في 1983.

## وصلات خارجية
- نيكو هيريرا على موقع الاتحاد الدولي لألعاب القوى (الإنجليزية)